# Doctor 3
Doctor 3 è un trio jazz italiano formato da Danilo Rea al pianoforte, Enzo Pietropaoli al contrabbasso e Fabrizio Sferra alla batteria.
La formazione è nata nel 1997 in occasione del primo disco, The Tales of Doctor 3, giudicato miglior album italiano dell'anno dalla rivista Musica Jazz nel 1998. La stessa rivista con l'annuale referendum Top Jazz li ha anche dichiarati miglior gruppo jazz italiano nel 1999, 2001 e 2003.
Il gruppo ha inciso diversi dischi, con la caratteristica di sfruttare la canzone italiana come elemento necessario allo sviluppo improvvisativo. Il progetto utilizza materiali musicali eterogenei per una rilettura originale in chiave jazz: da Pietro Mascagni a Sting, dai Beatles ai Red Hot Chili Peppers, da Domenico Modugno a Tom Waits.

## Discografia
- The Tales of Doctor 3 (VVJ, 1998)
- The Songs Remain the Same (VVJ, 1999)
- Bambini Forever (VVJ, 2001)
- Live and More (allegato a "Musica Jazz") (VVJ, 2001)
- Winter Tales (VVJ, 2003)
- Blue (VVJ, 2007)
- Progetto Sgt.Pepper (L'Espresso, 2007) - collana Jazz Italiano Live 2007
- Omaggio alle canzoni del sessantotto (L'Espresso, 2008) - collana Jazz Italiano Live 2008
- Blue (VVJ, 2014)
- Doctor 3 (2014)
- Canto Libero (2019)